# Grafton (Wisconsin)
Grafton es una villa ubicada en el condado de Ozaukee en el estado estadounidense de Wisconsin. En el Censo de 2010 tenía una población de 11.459 habitantes y una densidad poblacional de 868,2 personas por km².

## Geografía
Grafton se encuentra ubicada en las coordenadas 43°19′14″N 87°56′52″O / 43.32056, -87.94778. Según la Oficina del Censo de los Estados Unidos, Grafton tiene una superficie total de 13.2 km², de la cual 13.09 km² corresponden a tierra firme y (0.8%) 0.11 km² es agua.

## Demografía
Según el censo de 2010, había 11.459 personas residiendo en Grafton. La densidad de población era de 868,2 hab./km². De los 11.459 habitantes, Grafton estaba compuesto por el 95.52% blancos, el 0.75% eran afroamericanos, el 0.33% eran amerindios, el 1.72% eran asiáticos, el 0.01% eran isleños del Pacífico, el 0.62% eran de otras razas y el 1.05% pertenecían a dos o más razas. Del total de la población el 2.32% eran hispanos o latinos de cualquier raza.